# Linda George
Linda George (* 1960 in Bagdad) ist eine irakische Sängerin.

## Leben
George begann mit fünf Jahren in einem Kirchenchor in Bagdad zu singen, wo sie später als Solistin des Kirchenchors Fernsehauftritte hatte. Seitdem hat sie bereits 14 Alben veröffentlicht und gehört heute zu den bekanntesten assyrischen Sängern. Ihr Musikstil besteht aus einer Mischung von traditionell assyrischen Rhythmen und den Einflüssen moderner Musik. Während ihrer Karriere hatte sie Auftritte in den USA, Deutschland, Schweden, Kanada, Australien, Syrien und dem Libanon. Nach dem Sturz Saddam Husseins kehrte sie das erste Mal wieder in ihre Heimat Irak zurück, wo sie schließlich ein Konzert gab.
Linda George lebt in Kalifornien.

## Diskografie

### Alben
- 1983: Hal Iman
- 1984: Kursya d-Malkuta
- 1986: Melodies From North of My Country
- 1988: Warda b-Il Drananeh d-Khuba
- 1989: Alahta d-Khuba Shupra w-Khayla
- 1991: Kuma w-Khwara
- 1993: Khamra Tiqa
- 1995: Khut Gulpane d-Malakha
- 2003: Silence Of A Valley
- 2007: Dushi

## Auszeichnungen
- Golden Record Award
- Golden Voice Award for Best Assyrian Singer (verliehen von der Assyrisch-Amerikanischen Federation in Chicago)